# Encyrtus cancinoi
Encyrtus cancinoi är en stekelart som beskrevs av Trjapitzin och Svetlana N. Myartseva 2004. Encyrtus cancinoi ingår i släktet Encyrtus och familjen sköldlussteklar. Inga underarter finns listade i Catalogue of Life.